# Xã Henry Clay, Quận Fayette, Pennsylvania
Xã Henry Clay (tiếng Anh: Henry Clay Township) là một xã thuộc quận Fayette, tiểu bang Pennsylvania, Hoa Kỳ. Năm 2010, dân số của xã này là 2.066 người.